# ویکتور فرانتس هس
ویکتور فرانتز هس (به انگلیسی: Victor Francis Hess) فیزیک‌دان اتریشی-آلمانی در سال ۱۹۳۶ به همراه کارل دیوید اندرسون به خاطر کشف پرتو کیهانی موفق به‌دریافت جایزه فیزیک نوبل شد.
او در ۲۴ ژوئن ۱۸۸۳ به دنیا آمد. وی تحصیلاتش را در دانشگاه گراتس آغاز کرد و در سال ۱۹۰۶ توانست از تر دکترایش دفاع کند. او سال‌ها بروی رادیو اکتیویته تحقیق می‌کرد. در پی نفوذ نازی‌ها به کشور اتریش او از اتریش رفت و در دانشگاه فوردهام نیویورک مشغول به کار شد. وی پس از ۸۱ سال عمر در ۱۷ دسامبر ۱۹۶۴ درگذشت.